# Округ Глостер (Вирџинија)
Округ Глостер (енгл. Gloucester County) је округ у америчкој савезној држави Вирџинија.

## Демографија
По попису из 2010. године број становника је 36.858, што је 2.078 (6,0%) становника више него 2000. године.
| Група             | 2000.          | 2010.          |
| Белци             | 29.805 (85,7%) | 31.584 (85,7%) |
| Афроамериканци    | 3.585 (10,3%)  | 3.197 (8,7%)   |
| Азијати           | 240 (0,7%)     | 286 (0,8%)     |
| Хиспаноамериканци | 560 (1,6%)     | 935 (2,5%)     |
| Укупно            | 34.780         | 36.858         |